# جريجوري كرامانوف
چريچوري كرامانوڤ (بـالروسية : "Григо́рий Ермович Кроманов"؛ 8 مارس 1926 في تالين - 18 يوليو 1984 في لاهي) كان مخرج مسرحي وسينمائي إستوني سوفيتي. أخرج بعض من أشهر الأفلام الإستونية مقل "آخر البقايا" أو باسم آخر "الآثار التالية" الذي يستند لرواية شكسبير الملك لير وكذلك فيلمه الشهير "فُندق من قضى على السفح".

## قائمة أفلامه:-
| السنة | الفيلم                                     | اسم الفيلم باللغة الإنجليزية                     |
| ----- | ------------------------------------------ | ------------------------------------------------ |
| 1964  | الكافر الوثني العتيق المُتجدد في درك السعير | The New Devil of Hellsbottom                     |
| 1966  | ماذا حدث لأندريس لابيتيوس؟                 | What Happened To Andres Lapeteus?                |
| 1970  | آخر البقايا                                | The Last Relic                                   |
| 1975  | الماس من أجل دكتاتورية البروليتاريا        | Diamonds for the Dictatorship of the Proletariat |
| 1979  | فُندق من قضى على السفح                      | Dead Mountaineer’s Hotel                         |

## وصلات خارجية
چريچوري كرامانوڤ على قاعدة بيانات الأفلام على الإنترنت
1. 1 2  Internet Movie Database (بالإنجليزية), QID:Q37312